# Kvinnoskribentgruppen i Österbotten
Kvinnoskribentgruppen i Österbotten bildades 1978 och var verksam fram till slutet av 1980-talet. 
Författare som var verksamma i gruppen var Gurli Lindén, Wava Stürmer, Anita Wikman, Gunnel Högholm och Solveig Emtö. Syftet var att synliggöra kvinnorna, deras problem, villkor och rättigheter, att genom utåtriktad verksamhet nå kontakt med kvinnor, att ta tillvara och skapa respekt för de traditionella kvinnokunskaperna och -erfarenheterna, att arbeta i solidaritet med den internationella kvinnorörelsen, att rikta ständig uppmärksamhet mot förtrycksmekanismernas olika uttryck och att arbeta för att förbättra de kvinnliga författarnas villkor.